# 矽光子學
矽光子學是針對以矽為光學介質的光子学系統的研究和應用。一般會在矽晶片裡以次納米精度進行佈局，形成微光子元件，所使用的光是在红外线範圍，常見的有波长1.55微米，也是大部份光纖通訊系統使用的光源。矽光子學使用的矽一般會在晶圓的最上層，類似微电子学的SOI（Silicon On Insulator），因此也稱為SOI。

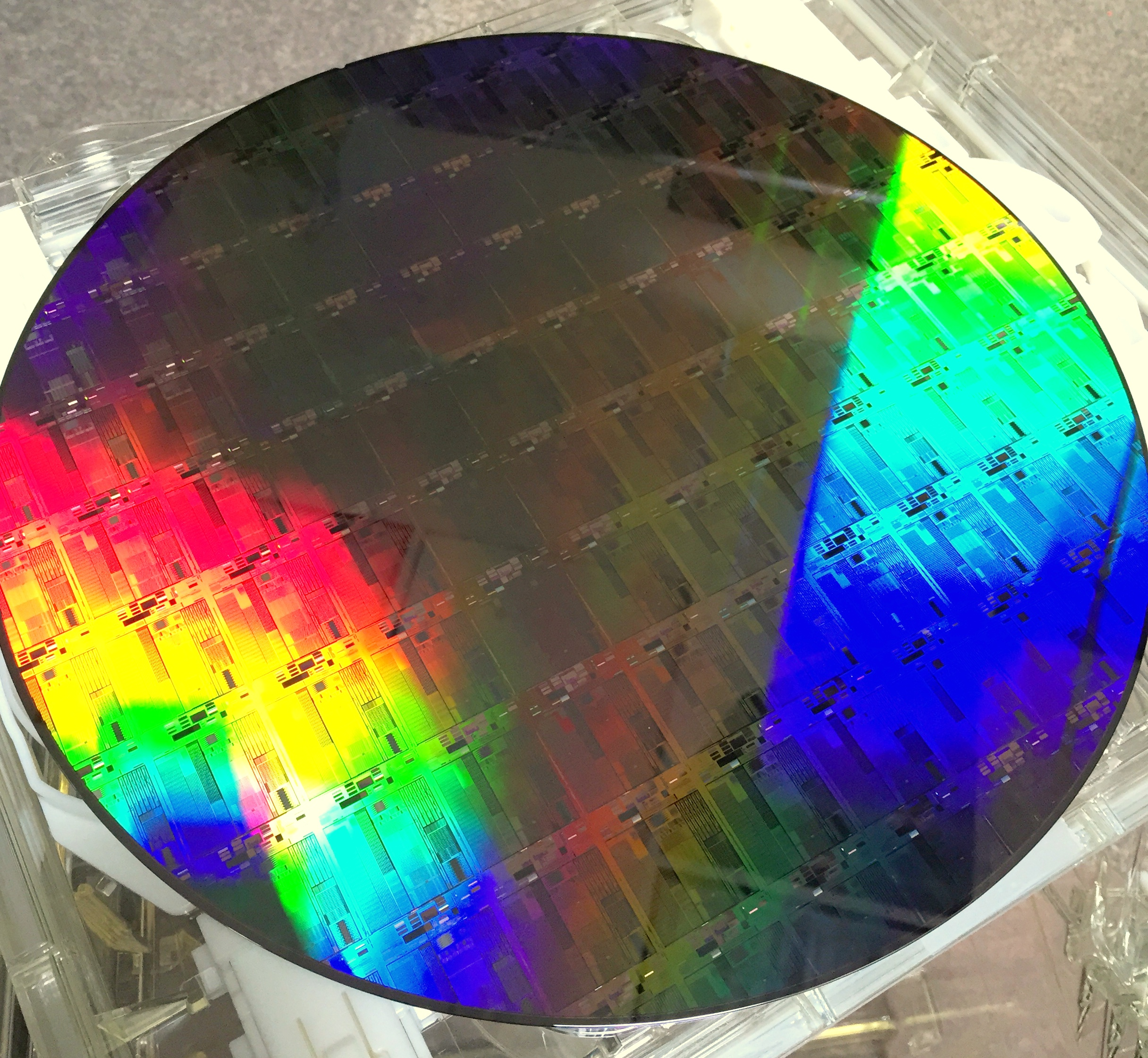
300 mm晶圓上的矽光子學

矽光子元件可以用現有的半导体器件制造技術來製作，矽已是大部份集成电路中的基質，因此可以製作混合型的元件，將光学元件和电子元件整合在單一積體電路裡。矽光子元件已是許多集體電路製造商（包括IBM和英特尔）的熱門研究領域，也有許多針對矽光子元件的學術研究群體，目前研究是用光互連提供積體電路內或積體電路之間更快的数据传输，以追上摩尔定律。
光在矽元件中的傳播和許多非线性光学現象有關，包括克爾效应、拉曼效应、雙光子吸收以及光子和自由载流子之間交互作用。非線性特性的存在非常重要，這讓光可以被動傳輸以外，還可以讓光和光之間有交互影響，因此可以有波長轉換、全光信號路由之類的應用。
矽波导管也是許多學術關注的焦點，因為其獨特的導引特性，可以用在通訊、互連、生物感測器，而且也可以產生奇異的非線性光學現象，例如孤子傳播。